# Гнетнев, Константин Васильевич
Константин Васильевич Гнетнев (21 сентября 1947 — 25 ноября 2022) — советский, российский писатель-документалист, журналист, заслуженный журналист Республики Карелия, заслуженный работник культуры Российской Федерации.

## Биография
Родился в многодетной семье. Родители — выходцы из семей раскулаченных крестьян и казаков, выселенных на север РСФСР в начале 1930-х годов. Отец участник Великой Отечественной войны. Детство и юность Константина Гнетнева прошли в посёлке при 17-м шлюзе Беломорско-Балтийского канала.
Окончил вечернюю школу. Работал на строительстве Каскада Выгских ГЭС в Карелии (Выгостровской, Беломорской и Палакоргской). После службы в армии трудился электромонтёром на Беломорско-Балтийском канале.
В 1970—1978 годах работал штатным сотрудником в газете «Беломорская трибуна», заочно окончил факультет журналистики Ленинградского университета. В 1995[уточнить] стал членом союзов журналистов СССР.
В 1978—1983 годы работал собственным корреспондентом молодёжной газеты «Комсомолец» по северным районам Карелии (Петрозаводск), в 1983—1987 годы редактором районной газеты в Олонце, в 1987—1992 годы заведующим отделом и заместителем редактора журнала «Север».
В 1992—1998 годах — главный редактор республиканской газеты «Карелия».
В 1990 году был избран председателем Союза журналистов Карелии.
В 2005 году был избран председателем правления Карельского регионального отделения Союза писателей России.
В феврале 2022 года поддержал вторжение России на Украину.
Лауреат премии Республики Карелия в области культуры, искусства и литературы (2008, 2014) и ряда международных, всероссийских и республиканских литературных премий («Полярная Звезда», «Бородино» Губернатора Московской области, ежегодной литературной премии журнала «Север» и др.)
Скончался 25 ноября 2022 года.

## Сочинения
- Ветреный пояс: повесть. — Москва: EKSMO Digital (RED). 2020. — 190 с. ISBN 978-5-04-140
- XX век. Поморы: Очерки. — Петрозаводск: Версо: Verso, 2020. — 212 с.: илл., портр. ISBN 978-5-91997-326-3
- XX век. Карелы: Очерки. — Петрозаводск: Версо: Verso, 2019. — 184 с.: илл., портр. ISBN 978-5-91997-311-9
- Северная история: повесть в 3-х частях. — Петрозаводск: Verso, 2018. — 208 с.: ил. ISBN 978-5-91997-286-0
- Беломорканал 1933—2017: Годы. События. Люди. — Петрозаводск: Verso 2017. — 383 с. : ил. — Возрастные ограничения: 12+. ISBN 978-5-91997-251-8
- Карельская Голгофа. Как строили Беломорканал, — Петрозаводск: Острова, 2016. — 334 с. : илл. ISBN 978-5-98686-083-1
- Дмитрий Гусаров. Раненый ангел. — Петрозаводск: Острова, 2015. — 264 с.: ил. ISBN 978-5-98686-065-7
- Карельский фронт: тайны лесной войны. 2-е изд, дополненное. — Петрозаводск: Острова, 2015. — 416 с.: илл. ISBN 978-5-98686-070-1
- Там, где начинаются реки. По Карелии. Очерки. — Петрозаводск: ПетроПресс, 2014. — 416 с.: ISBN 978-5-8430-0184-1
- Путешествие странного человека: по следам экспедиции Морского министерства Российской Империи по Белому морю 1856—1857 годов. — Петрозаводск: Острова, 2013. — 432 с.: ил. ISBN 978-5-98686-050-3
- Карельский фронт: тайны лесной войны. — Петрозаводск: Острова, 2011. — 415 с.: илл. ISBN 978-5-98686-029-9
- Беломорканал: времена и судьбы. — Петрозаводск: Острова, 2008. — 410 с.: илл. ISBN 978-5-98686-015-2
- Тайны лесной войны: партизанская война в Карелии 1941—1944 годов в воспоминаниях, фотографиях и документах. — Петрозаводск: Острова, 2007. — 415 с. ISBN 978-5-98686-009-1
- Канал. Беломорско-Балтийский канал, 1933—2003. — Петрозаводск: ПетроПресс, 2003. — 225 с.: илл. ISBN 5-8430-0087-7
- Моряна. — Петрозаводск: Карелия, 1990. — 246 с. ISBN 5-7545-0429-2
- У нас на равнине: очерки. — Петрозаводск: Карелия, 1987. — 84 с.
- Совхоз «Ильинский». — Петрозаводск: Карелия, 1985. — 64 с. : ил. ; 17 см
- Лестница к Белому морю. — Петрозаводск: Карелия, 1983. — 95 с. — 50-летию Беломорско-Балтийского канала посвящается